# Nati nel 1959/Novembre
| Questa pagina contiene informazioni ricavate automaticamente dalle voci biografiche con l'ausilio del template Bio e di un bot. L'aggiornamento è periodico e automatico e ricostruisce completamente la pagina. Se manca una persona in questa lista, sei pregato di non aggiungerla, ma accertati piuttosto che la sua voce biografica contenga il template Bio e che i dati anagrafici siano correttamente compilati. Se il template Bio manca, inseriscilo tu stesso o, in alternativa, metti l'avviso {{tmp\|Bio}} che ne segnala la mancanza. Se i dati riportati sono sbagliati, correggi direttamente la voce biografica; le modifiche saranno visibili in questa lista entro pochi giorni. Per chiarimenti vedi il progetto biografie. La lista contiene solo le 269 persone che sono citate nell'enciclopedia e per le quali è stato implementato correttamente il template Bio. Pagina aggiornata al 18 ago 2025. |

- 1º novembre - Demetrio Battaglia, politico italiano
- 1º novembre - Milko Bizjak, organista e musicologo sloveno
- 1º novembre - Valeria Cavalli, attrice e modella italiana
- 1º novembre - Susanna Clarke, scrittrice inglese
- 1º novembre - David Ermini, ex politico e avvocato italiano
- 1º novembre - Maura Forte, politica italiana
- 1º novembre - Eriko Hara, doppiatrice giapponese
- 1º novembre - Simone Lottici, ex cestista e allenatore di pallacanestro italiano
- 1º novembre - Savio Riccardi, compositore italiano
- 1º novembre - Marcia Sedoc, attrice e showgirl surinamese
- 2 novembre - Saïd Aouita, ex mezzofondista marocchino
- 2 novembre - Andrea Carraro, scrittore italiano
- 2 novembre - Eduardo Fiorillo, imprenditore, giornalista e regista italiano
- 2 novembre - William Goldenberg, montatore statunitense
- 2 novembre - Ted Kitchel, ex cestista statunitense
- 2 novembre - Paolo Emilio Landi, regista teatrale e giornalista italiano
- 2 novembre - Mark May, ex giocatore di football americano statunitense
- 2 novembre - Paul Morris, tastierista statunitense
- 2 novembre - Peter Mullan, attore, regista e sceneggiatore britannico
- 2 novembre - Gerald Mörken, ex nuotatore tedesco
- 2 novembre - Damir Škaro, ex pugile croato
- 3 novembre - Mary Byrne, cantante irlandese
- 3 novembre - Danielle Dewandeler, ex cestista belga
- 3 novembre - Hal Hartley, regista, sceneggiatore e produttore cinematografico statunitense
- 3 novembre - Luis Molina, ex rugbista a 15 argentino
- 3 novembre - Timothy Patrick Murphy, attore statunitense († 1988)
- 3 novembre - Silvio Rojas, ex calciatore boliviano
- 4 novembre - Marta Bifano, attrice e produttrice cinematografica italiana
- 4 novembre - Carlo Bosi, tenore italiano
- 4 novembre - Dirk Demol, dirigente sportivo e ex ciclista su strada belga
- 4 novembre - Caridad Despaigne, ex cestista cubana
- 4 novembre - József Fitos, calciatore e allenatore di calcio ungherese († 2022)
- 4 novembre - Ken Kirzinger, attore e stuntman canadese
- 4 novembre - Moysés Louro de Azevedo Filho, brasiliano
- 4 novembre - Mauro Pilato, disc jockey e produttore discografico argentino
- 4 novembre - Marina Suma, attrice italiana
- 4 novembre - Giampiero Ticchi, allenatore di pallacanestro italiano
- 5 novembre - Bryan Adams, cantautore, musicista e fotografo canadese
- 5 novembre - Tomo Česen, alpinista sloveno
- 5 novembre - Juan Forn, scrittore e traduttore argentino († 2021)
- 5 novembre - Pierce O'Leary, ex calciatore irlandese
- 5 novembre - Hidetoshi Omori, disegnatore e animatore giapponese
- 5 novembre - Drago Paripović, maratoneta croato
- 5 novembre - Manfred Pinzger, politico italiano
- 5 novembre - Mark Smith, cestista statunitense († 2001)
- 5 novembre - Wendy Smith-Sly, ex mezzofondista britannica
- 6 novembre - Donatella Bulfoni, ex altista italiana
- 6 novembre - Oscar Di Maio, attore, comico e cabarettista italiano
- 6 novembre - Anthony Hickox, regista britannico († 2023)
- 6 novembre - Giovanni Jacini, politico italiano
- 6 novembre - Gianfranco Rezzadore, bobbista italiano
- 6 novembre - Giampiero Savio, ex cestista italiano
- 6 novembre - Erik Seidel, giocatore di poker statunitense
- 6 novembre - Nobuo Tobita, doppiatore giapponese
- 7 novembre - Val Ackerman, ex cestista e dirigente sportiva statunitense
- 7 novembre - John Christopher Patrick Anderson, ex calciatore irlandese
- 7 novembre - Mihail Formuzal, politico moldavo
- 7 novembre - Henrik Ruben Genz, regista e sceneggiatore danese
- 7 novembre - Mīnas Gkekos, ex cestista e allenatore di pallacanestro greco
- 7 novembre - Alexandre Guimarães, allenatore di calcio e ex calciatore brasiliano
- 7 novembre - Lee Chung-hui, ex cestista e allenatore di pallacanestro sudcoreano
- 7 novembre - Keith Lockhart, direttore d'orchestra e pianista statunitense
- 7 novembre - Modesto Pérez Moreno, ex calciatore spagnolo
- 7 novembre - Brook Steppe, ex cestista e allenatore di pallacanestro statunitense
- 8 novembre - Pierre Bressant, ex cestista e allenatore di pallacanestro francese
- 8 novembre - Greg Burke, giornalista statunitense
- 8 novembre - Angelos Chaniōtīs, storico greco
- 8 novembre - Marc Chorney, ex hockeista su ghiaccio canadese
- 8 novembre - Fabio Ciaponi, ex maratoneta e fondista di corsa in montagna italiano
- 8 novembre - Ferdinand Grapperhaus, politico olandese
- 8 novembre - Franz Gruber, ex sciatore alpino austriaco
- 8 novembre - Chi Chi LaRue, ex attrice pornografica statunitense
- 8 novembre - Don McManus, attore statunitense
- 8 novembre - Tom Novembre, attore, cantante e doppiatore francese
- 8 novembre - Selçuk Yula, calciatore turco († 2013)
- 9 novembre - Umberto Badioli, allenatore di pallacanestro italiano
- 9 novembre - Fulvio Costa, mezzofondista italiano († 1982)
- 9 novembre - Marina Jurčenja, ex nuotatrice sovietica
- 9 novembre - Guy Parmelin, politico svizzero
- 9 novembre - Sito Pons, dirigente sportivo e pilota motociclistico spagnolo
- 9 novembre - Thomas Quasthoff, baritono tedesco
- 9 novembre - Miroslav Taborsky, attore ceco
- 9 novembre - Volodymyr Vijtyšyn, arcivescovo cattolico ucraino
- 10 novembre - Magomed-Gasan Abušev, ex lottatore russo
- 10 novembre - Ajay Banga, banchiere indiano
- 10 novembre - Viviana Di Bert, attrice italiana
- 10 novembre - Ronald Kreer, ex calciatore tedesco orientale
- 10 novembre - Randy Mamola, pilota motociclistico statunitense
- 10 novembre - Marco Montironi, ex calciatore sammarinese
- 10 novembre - Peter Nicholas, ex calciatore e allenatore di calcio gallese
- 10 novembre - Mackenzie Phillips, attrice statunitense
- 10 novembre - Michael Schröder, ex calciatore tedesco
- 10 novembre - Imre Vadász, ex calciatore ungherese
- 11 novembre - Andrea Bienias, ex altista tedesca
- 11 novembre - Katja Flint, attrice tedesca
- 11 novembre - Lee Haney, ex culturista statunitense
- 11 novembre - Pierre Léon, regista, attore e critico cinematografico francese
- 11 novembre - Marcianne Mukamurenzi, ex mezzofondista e maratoneta ruandese
- 11 novembre - Misako Tanaka, attrice giapponese
- 11 novembre - Donna Wilkes, attrice statunitense
- 11 novembre - Carl Williams, pugile statunitense († 2013)
- 11 novembre - Masako Yanagi, ex tennista giapponese
- 12 novembre - Alejandro Pablo Benna, vescovo cattolico argentino
- 12 novembre - José Damen, ex nuotatrice olandese
- 12 novembre - Kristaq Eksarko, ex calciatore albanese
- 12 novembre - Vincent Irizarry, attore televisivo statunitense
- 12 novembre - Massimo Lodolo, doppiatore, direttore del doppiaggio e attore italiano
- 12 novembre - Toshihiko Sahashi, musicista giapponese
- 12 novembre - Sergeý Stwkaşov, ex calciatore sovietico
- 13 novembre - Caroline Goodall, attrice britannica
- 13 novembre - Lene Hau, fisica danese
- 13 novembre - Yūichi Higurashi, sceneggiatore giapponese († 2001)
- 13 novembre - Simon Hinkler, musicista inglese
- 13 novembre - Hari Kostov, politico macedone
- 13 novembre - Hank McDowell, ex cestista statunitense
- 13 novembre - Elena Moreno, ex cestista spagnola
- 13 novembre - José Carlos Somoza, scrittore cubano
- 13 novembre - Sam Sullivan, politico canadese
- 13 novembre - Antonio Tapia, allenatore di calcio e dirigente sportivo spagnolo
- 13 novembre - Davy Tweed, rugbista a 15 e politico britannico († 2021)
- 14 novembre - Hilda Abrahamz, attrice e modella venezuelana
- 14 novembre - Paul Attanasio, sceneggiatore e produttore televisivo statunitense
- 14 novembre - Vincent Basciano, mafioso statunitense
- 14 novembre - Antoine Duléry, attore, sceneggiatore e dialoghista francese
- 14 novembre - Grażyna Jaworska, ex cestista polacca
- 14 novembre - Teo Luzi, generale italiano
- 14 novembre - Paul McGann, attore britannico
- 14 novembre - Sergej Mindirgasov, ex schermidore sovietico
- 14 novembre - Giuseppe Nesi, giurista e avvocato italiano
- 14 novembre - Piyapong Pue-on, ex calciatore thailandese
- 14 novembre - Bryan Stevenson, avvocato e attivista statunitense
- 14 novembre - Chris Woods, allenatore di calcio e ex calciatore inglese
- 15 novembre - Geert Broeckaert, ex calciatore belga
- 15 novembre - Timothy Creamer, ex astronauta e aviatore statunitense
- 15 novembre - Eric Dall'Armellina, ciclista su strada francese
- 15 novembre - Tibor Fischer, scrittore britannico
- 15 novembre - Jean-François Le Gall, matematico francese
- 15 novembre - Tomas Riad, linguista e violinista svedese
- 15 novembre - Dhawee Umponmaha, ex pugile thailandese
- 16 novembre - Bert Cameron, ex velocista giamaicano
- 16 novembre - Carlo Dall'Oppio, vigile del fuoco e dirigente pubblico italiano
- 16 novembre - Ursula Konzett, ex sciatrice alpina liechtensteinese
- 16 novembre - Riccardo Maritozzi, ex calciatore italiano
- 16 novembre - Corey Pavin, golfista statunitense
- 16 novembre - Julia Przyłębska, giudice polacca
- 16 novembre - Sheryl WuDunn, giornalista, scrittrice e docente statunitense
- 17 novembre - Thomas Allofs, ex calciatore tedesco
- 17 novembre - Terry Fenwick, allenatore di calcio e ex calciatore britannico
- 17 novembre - William R. Moses, attore statunitense
- 17 novembre - Jaanus Tamkivi, politico estone
- 17 novembre - Francesco Vicario, regista italiano
- 17 novembre - Alexis Touably Youlo, vescovo cattolico ivoriano
- 18 novembre - Cindy Blackman, batterista statunitense
- 18 novembre - Guido Chiesa, regista, sceneggiatore e critico musicale italiano
- 18 novembre - Nando Citarella, cantautore italiano
- 18 novembre - Giuseppe Di Pellegrino, neuroscienziato italiano
- 18 novembre - Gaute Engstrøm, ex calciatore norvegese
- 18 novembre - Waleed Mubarak, calciatore kuwaitiano († 2025)
- 18 novembre - Francesco Napoletano, politico italiano
- 18 novembre - Ulrich Noethen, attore tedesco
- 18 novembre - Jimmy Quinn, allenatore di calcio e ex calciatore nordirlandese
- 18 novembre - Karla Faye Tucker, criminale statunitense († 1998)
- 19 novembre - Rob Ashford, regista teatrale e coreografo statunitense
- 19 novembre - Robert Emmet Barron, vescovo cattolico statunitense
- 19 novembre - Jo Bonner, politico statunitense
- 19 novembre - Terrence C. Carson, attore e doppiatore statunitense
- 19 novembre - Timothy Conigrave, scrittore, attore teatrale e attivista australiano († 1994)
- 19 novembre - Philippe Hinschberger, allenatore di calcio e ex calciatore francese
- 19 novembre - Allison Janney, attrice statunitense
- 19 novembre - Reynel Montoya, ex ciclista su strada colombiano
- 19 novembre - Jürgen Nolte, ex schermidore tedesco
- 19 novembre - Roberto Valderas, ex cestista portoricano
- 19 novembre - Hilde de Mildt, attrice, doppiatrice e direttrice del doppiaggio olandese
- 20 novembre - Jean-Marie De Zerbi, allenatore di calcio e ex calciatore francese
- 20 novembre - Orlando Figes, storico britannico
- 20 novembre - Diane James, politica britannica
- 20 novembre - Ivor Linton, ex calciatore inglese
- 20 novembre - Mario Martone, regista cinematografico, regista teatrale e sceneggiatore italiano
- 20 novembre - Jim McGovern, politico statunitense
- 20 novembre - James Price, compositore e direttore d'orchestra danese
- 20 novembre - Franz-Peter Tebartz-van Elst, vescovo cattolico tedesco
- 20 novembre - Sean Young, attrice statunitense
- 21 novembre - Andrzej Iwan, calciatore polacco († 2022)
- 21 novembre - Mari Mashiba, doppiatrice giapponese
- 21 novembre - Sergei Ratnikov, ex calciatore estone
- 21 novembre - Paul Roe, calciatore inglese († 2019)
- 21 novembre - Sabina Vannucchi, attrice italiana
- 21 novembre - Naoko Watanabe, doppiatrice giapponese
- 21 novembre - Tim Wilkison, ex tennista statunitense
- 22 novembre - Jean-Marie Besset, drammaturgo francese
- 22 novembre - Roger Føleide, ex calciatore norvegese
- 22 novembre - Anders Giske, dirigente sportivo e ex calciatore norvegese
- 22 novembre - Ana Jiménez Sánchez, ex cestista spagnola
- 22 novembre - Frank McAvennie, ex calciatore britannico
- 22 novembre - Nino Molino, allenatore di pallacanestro italiano
- 22 novembre - Ulisses Morais, allenatore di calcio e ex calciatore portoghese
- 22 novembre - Alberto Olivero, doppiatore e attore teatrale italiano
- 22 novembre - Marek Ostrowski, calciatore polacco († 2017)
- 22 novembre - Fabio Parra, ex ciclista su strada colombiano
- 22 novembre - Pier Paolo Peroni, disc jockey, produttore discografico e dirigente d'azienda italiano
- 22 novembre - Oleg Vasil'ev, ex pattinatore artistico su ghiaccio sovietico
- 23 novembre - Maxwell Caulfield, attore scozzese
- 23 novembre - Udo Degener, compositore di scacchi e poeta tedesco
- 23 novembre - Dominique Dunne, attrice statunitense († 1982)
- 23 novembre - Eva Hlaváčová, ex cestista cecoslovacca
- 23 novembre - Gioacchino La Barbera, mafioso e collaboratore di giustizia italiano
- 23 novembre - Franco Ribaudo, politico italiano
- 23 novembre - Eduardo Risso, fumettista argentino
- 23 novembre - Marija Tonković, ex cestista jugoslava
- 24 novembre - Zeinab Badawi, giornalista sudanese
- 24 novembre - Todd Brooker, ex sciatore alpino canadese
- 24 novembre - Pierluigi Cuomo, attore e chitarrista italiano
- 24 novembre - Daria Deflorian, attrice teatrale italiana
- 24 novembre - Helmut Höflehner, ex sciatore alpino austriaco
- 24 novembre - Terry Kinard, ex giocatore di football americano statunitense
- 24 novembre - Tim Lane, ex rugbista a 15 e allenatore di rugby a 15 australiano
- 24 novembre - Dave Magley, ex cestista, allenatore di pallacanestro e dirigente sportivo statunitense
- 24 novembre - Alejandro Mayorkas, politico e funzionario statunitense
- 24 novembre - Rajko Milošević, fumettista e illustratore serbo
- 24 novembre - Akio Ōtsuka, doppiatore e cantante giapponese
- 25 novembre - Jim Bett, allenatore di calcio e ex calciatore scozzese
- 25 novembre - Rebecca Caine, attrice e soprano canadese
- 25 novembre - Anna Donati, politica italiana
- 25 novembre - Nazzarena Grilli, allenatrice di calcio e ex calciatrice italiana
- 25 novembre - Charles Kennedy, politico britannico († 2015)
- 25 novembre - Massimiliano Lotti, doppiatore italiano
- 25 novembre - Steve Rothery, chitarrista britannico
- 25 novembre - Giovanni Truglio, generale italiano
- 26 novembre - Harlem Désir, politico e attivista francese
- 26 novembre - Dana Gilbert, ex tennista statunitense
- 26 novembre - Lynne Jewell, ex velista statunitense
- 26 novembre - Satoshi Miyauchi, ex calciatore e allenatore di calcio giapponese
- 26 novembre - Davor Mladina, allenatore di calcio e ex calciatore croato
- 26 novembre - Uwe Neuhaus, allenatore di calcio e ex calciatore tedesco
- 26 novembre - Joe T Vannelli, disc jockey, produttore discografico e conduttore radiofonico italiano
- 27 novembre - Davide Barilli, scrittore e giornalista italiano
- 27 novembre - Charlie Burchill, chitarrista, polistrumentista e compositore britannico
- 27 novembre - Trey Lewis, ex tennista statunitense
- 27 novembre - Viktorija Mullova, violinista russa
- 27 novembre - Enzo Romeo, giornalista italiano
- 28 novembre - Pedro Javier Acosta, ex calciatore venezuelano
- 28 novembre - Steve Bicknell, ex calciatore inglese
- 28 novembre - Lorenzo Dellai, politico italiano
- 28 novembre - Toshiki Inoue, sceneggiatore, regista e fumettista giapponese
- 28 novembre - Giulio Marcon, scrittore, saggista e politico italiano
- 28 novembre - Miki Matsubara, cantautrice giapponese († 2004)
- 28 novembre - Judd Nelson, attore statunitense
- 28 novembre - Massimo Recalcati, psicoanalista e saggista italiano
- 28 novembre - Stephen Roche, ex ciclista su strada e pistard irlandese
- 28 novembre - Brian Valentine, ingegnere, informatico e dirigente d'azienda statunitense
- 29 novembre - Ferdinando Arnò, compositore, arrangiatore e produttore discografico italiano
- 29 novembre - Sophie Artur, attrice e doppiatrice francese
- 29 novembre - Richard Ewen Borcherds, matematico britannico
- 29 novembre - Neal Broten, ex hockeista su ghiaccio statunitense
- 29 novembre - Peter Cameron, scrittore statunitense
- 29 novembre - Nikolaj Černeckij, ex velocista sovietico
- 29 novembre - Rahm Emanuel, politico e ambasciatore statunitense
- 29 novembre - Manuel Espino, politico messicano
- 29 novembre - Jody Gage, ex hockeista su ghiaccio e dirigente sportivo canadese
- 29 novembre - Stefania Massaccesi, pittrice, scultrice e incisore italiano
- 29 novembre - Mauro Ravnić, allenatore di calcio e calciatore croato
- 29 novembre - Urs Zimmermann, ex ciclista su strada e pistard svizzero
- 30 novembre - Cherie Currie, cantante e attrice statunitense
- 30 novembre - Carsta Genäuß, ex canoista tedesca
- 30 novembre - Sylvia Hanika, tennista tedesca
- 30 novembre - Les Mayfield, regista e produttore televisivo statunitense
- 30 novembre - Linton Townes, ex cestista statunitense
- 30 novembre - András Veres, vescovo cattolico ungherese
- 30 novembre - Jaromír Šindel, ex hockeista su ghiaccio ceco